# Guillermo Lasheras i Tebar
Guillermo Lasheras i Tebar (Malgrat de Mar, 17 de setembre de 2001) és un actor de televisió català, conegut especialment pels seus papers en sèries com Les de l'hoquei, Polònia o Boca Norte.

## Filmografia

### Televisió
| Any       | Títol                  | Personatge                        | Emissora | Anotacions                      |
| --------- | ---------------------- | --------------------------------- | -------- | ------------------------------- |
| 2015-2017 | Big Band Clan          | Leo                               | Clan     | Principal (23 episodis)         |
| 2018-2020 | Polònia                | diversos personatges              | TV3      | Episòdic (5 episodis)           |
| 2018      | Si no t'hagués conegut | Martí                             | TV3      | Episòdic (1 episodi: «La clau») |
| 2019      | Boca Norte             | Andy                              | Playz    | Principal (6 episodis)          |
| 2019-2020 | Les de l'hoquei        | Quim Puigdevall Centelles «Putxi» | TV3      | Secundari (26 episodis)         |
| 2020      | White Lines            | Young Cristobal                   | Netflix  | Episòdic (3 episodis)           |

### Pel·lícules
| Any  | Títol                    | Personatge | Director      | Ref.  |
| ---- | ------------------------ | ---------- | ------------- | ----- |
| 2021 | Las leyes de la frontera | Víctor     | Daniel Monzón |       |
| 2022 | A través de mi ventana   | Yoshi      | Marçal Forés  | [ 4 ] |